# Careware
Careware, también llamado charityware, helpware o goodware es un software distribuido de tal forma que beneficia la caridad. El término "careware" es una variante de shareware y de freeware. Algunos careware son distribuidos gratuitamente, y el autor sugiere algún pago destinada a la caridad. Otros careware incluyen una cargo para ser donado a la caridad.
El software en cuestión que se ofrece, generalmente no contiene fuentes y puede ser copiado libremente. Lo más común es que la gente aparte de copiarlo libremente, lo modifique para satisfacer sus necesidades.
Por otra parte, también se denomina charityware cuando una persona dona un software a una organización caritativa, para que ellos más tarde gestionen los beneficios obtenidos con él.

## Historia
El concepto fue creado en Dr. Dobb's Journal en su columna "Al Stevens' C Programming Column" en 1988. Stevens estaba desarrollando una interfaz de usuario y publicaba el código fuente cada mes. Para distribuir el código a los lectores, Stevens sugirió que le enviaran en una carta con un disquete en blanco. El copiaba el código en el disquete y lo regresaba. También sugirió que en la carta incluyeran un dólar, el cual donaría al banco de alimentos de Brevard County, Florida. Stevens nombró este método de distribución "careware."
Una variación parecida es el donateware, el cual tiene términos más restrictivos que el careware.

## Ejemplo
Un ejemplo de charityware es el editor de textos Vim (compatible GPL) creado por Bram Moolenaar. Se trata de un software libre, por el que su autor solicita una donación para el ICCF (Internacional Child Care Fund) el cual se trata de una ONG que lleva a cabo un proyecto para las víctimas del sida en Uganda.
Otros ejemplos son KiXtart, Arachnophilia, fireFTP, extensión FTP de Firefox Archivado el 29 de mayo de 2008 en Wayback Machine. y RenameStar.

## Paquetes de software bajo careware
- Charity-ware.org
- The card game of Concentration